# Charles de Provenchères
Charles de Provenchères (Charles, Marie, Joseph, Henri de Provenchères à l'état-civil), né à Moulins le 3 septembre 1904 et mort le 2 juin 1984, est un évêque catholique français, archevêque d'Aix de 1945 à 1978.

## Biographie
Licencié de philosophie, il est incardiné à Moulins, sa ville natale. Après avoir été aumônier de l'Institution du Sacré-Cœur, puis supérieur du petit séminaire, il est nommé archevêque d'Aix-en-Provence en novembre 1945. Il est consacré le 18 janvier 1946 par Georges Jacquin avec comme co-consécrateurs Jean-Baptiste Mégnin et Paul Chevrier.
Charles de Provenchères n'a cessé tout au long de sa vie d'évêque d'aider à la fondation de la congrégation des Petites Sœurs de Jésus (fondée en 1939 par Magdeleine de Jésus). C'est en leur maison du Tubet (près d'Aix) qu'il passe ses dernières années et meurt en 1984.